# Портрет Дмитрия Львовича Игнатьева
«Портрет Дмитрия Львовича Игнатьева» — картина Джорджа Доу и его мастерской из Военной галереи Зимнего дворца.
Картина представляет собой погрудный портрет генерал-майора Дмитрия Львовича Игнатьева из состава Военной галереи Зимнего дворца.
Во время Отечественной войны 1812 года штабс-ротмистр Игнатьев числился в лейб-гвардии Гусарском полку, за отличие в сражении под Клястицами был произведён в ротмистры, а за Первое сражение под Полоцком получил чин полковника. Во время Заграничного похода 1813 года отличился в сражении под Лютценом, а за Битву народов под Лейпцигом произведён в генерал-майоры .
Изображён в генеральском мундире, введённом для кавалерийских генералов 6 апреля 1814 года. Слева на груди звезда ордена Св. Анны 1-й степени; на шее кресты ордена Св. Владимира 3-й степени и прусского ордена Пур ле мерит; по борту мундира крест баденского ордена Военных заслуг Карла Фридриха; справа на груди серебряная медаль «В память Отечественной войны 1812 года» на Андреевской ленте, кресты ордена Св. Георгия 4-го класса и австрийского ордена Леопольда 3-й степени. Подпись на раме: Д. Л. Игнатьевъ 2й, Генералъ Маiоръ.
7 августа 1820 года Комитетом Главного штаба по аттестации Игнатьев был включён в список «генералов, заслуживающих быть написанными в галерею» и 19 мая 1822 года император Александр I повелел написать его портрет для Военной галереи. В это время Игнатьев уже находился в отставке и проживал в своём имении в Тульской губернии. 29 марта 1823 года он писал в Инспекторский департамент Военного министерства: «По болезни моей не быв в состоянии приехать сам в Санкт-Петербург, я списал портрет мой и на прошедшей почте препроводил его при письме моём к живописцу Даву через г-на полковника Ивана Васильевича Шатилова: оный писан в течение сего месяца находящимся здесь живописцем Кинели. Работа его рассматриваемая вблизи покажется не из лучших, но вдали совсем другое действие, а главное, что сходствие имеет большое, что полагаю только и нужным для таковой кисти, какова г-на Дава». Гонорар Доу был выплачен 21 июля 1823 года и 24 марта 1825 года. Готовый портрет поступил в Эрмитаж 7 сентября 1825 года. Современное местонахождение портрета-прототипа неизвестно.
В 1849 году в мастерской К. Края по рисунку И. А. Клюквина с портрета была сделана датированная литография, опубликованная в книге «Император Александр I и его сподвижники» и впоследствии неоднократно репродуцированная.